# Comuna Mănăstireni, Cluj
Mănăstireni (în maghiară Magyargyerőmonostor, în germană Klosterdorf) este o comună în județul Cluj, Transilvania, România, formată din satele Ardeova, Bedeciu, Bica, Dretea, Mănăstireni (reședința) și Mănășturu Românesc.

## Date geografice
Este situată la poalele de nord ale Munților Gilău, pe cursul superior al râului Căpuș.

## Demografie
Componența etnică a comunei Mănăstireni
     Români (75,3%)
     Maghiari (10,82%)
     Romi (2,9%)
     Alte etnii (10,99%)
Componența confesională a comunei Mănăstireni
     Ortodocși (68,23%)
     Reformați (10,56%)
     Penticostali (5,2%)
     Baptiști (2,56%)
     Alte religii (2,3%)
     Necunoscută (11,16%)
Conform recensământului efectuat în 2021, populația comunei Mănăstireni se ridică la 1.174 de locuitori, în scădere față de recensământul anterior din 2011, când fuseseră înregistrați 1.481 de locuitori. Majoritatea locuitorilor sunt români (75,3%), cu minorități de maghiari (10,82%) și romi (2,9%). Din punct de vedere confesional, majoritatea locuitorilor sunt ortodocși (68,23%), cu minorități de reformați (10,56%), penticostali (5,2%) și baptiști (2,56%), iar pentru 11,16% nu se cunoaște apartenența confesională.

## Politică și administrație
Comuna Mănăstireni este administrată de un primar și un consiliu local compus din 9 consilieri. Primarul, Ioan Condor[*], de la Partidul Social Democrat, este în funcție din 2016. Începând cu alegerile locale din 2024, consiliul local are următoarea componență pe partide politice:
|  | Partid                                 | Consilieri | Componența Consiliului | Componența Consiliului | Componența Consiliului | Componența Consiliului |
|  | -------------------------------------- | ---------- | ---------------------- | ---------------------- | ---------------------- | ---------------------- |
|  | Partidul Social Democrat               | 4          |                        |                        |                        |                        |
|  | Partidul Național Liberal              | 2          |                        |                        |                        |                        |
|  | Alianța pentru Unirea Românilor        | 1          |                        |                        |                        |                        |
|  | Uniunea Democrată Maghiară din România | 1          |                        |                        |                        |                        |
|  | Partidul Puterii Umaniste              | 1          |                        |                        |                        |                        |

### Evoluție istorică
De-a lungul timpului populația comunei a evoluat astfel:
Mănăstireni, Cluj - evoluția demografică

|  | Graficele sunt indisponibile din cauza unor probleme tehnice. Mai multe informații se găsesc la Phabricator și la wiki-ul MediaWiki. |

Date: Recensăminte sau birourile de statistică - grafică realizată de Wikipedia

## Istoric
Satul Mănăstireni a fost menționar documentar pentru prima dată în 1275 cu numele de Sacerdos de villa Monostor.
Vestigii ale epocii dacice nu au fost descoperite până acum. Puținele vestigii romane păstrate la Mănăstireni sunt încastrate în zidurile vechii biserici reformate: este vorba despre doi lei funerari sculptați și de un cap de meduză(gorgonă). O situație similară poate fi întâlnită la Dretea; acolo, în ruinele vechii biserici reformate și demolate în 1878, au fost identificate materiale sculpturale și epigrafice din epoca romană: un leu funerar, un gragment de relief înfățișând un personaj uman, câteva mici piese sculptate, diferite fragmente epigrafice.
Delimitând structuri teritoriale organizate pe văi, străvechiile linii de hotar din Transilvania Evului Mediu timpuriu erau situate pe cumpenele de ape. Pe aceste limite dintre diferitele bazine hidrografice erau situate fortificații de hotar (indagines, „pasarici”), puncte de strajă și locuri de trecere. Acestea din urmă erau denumite kapu, termen care provine și numele văii Căpușului, prin care se făcea trecerea dinspre țara transilvăneană a românilor și slavilor, atestată în Gesta Notarului Anonim al regelui Bela, către stăpânirea ducelui bihorean Menumorut. În zona Călatei se regăsește, de altfel, și toponimul Marothlaka (Morlaca, CJ), care poate fi pus în legătură cu numele lui Menumorut și a bunicului acestuia, Morut. Prin apropierea Mănăstireniului trecea o străveche linie de hotar, păstrată în primele secole ale stăpânirii ungare. Ea a rămas, până în secolul al XVI-lea, linia de delimitare dintre Voievodatul Transilvaniei și Ungariei. Zona Călatei, situată la răsărit de izvorul Crișului Repede, aparținea, în Evul Mediu, comitatului Bihor.
Întreaga zonă este abundentă în vestigii încă foarte puțin cunoscute: dealul Cetățel a fost considerat ca fiind propice pentru ridicarea unei fortificații, toponime de tipul „Cetate”, „Dealul Cetății”, „Măgura Cetății”, „Cetatea de pământ” sau „Cetatea Lupilor” sunt atestate la Huedin. La Mănășturu Românesc, pe platoul „Glimea”, I.Marțian a semnalat urme ale unei așezări omenești datând din Evul Mediu timpuriu. Aceste urme nu au mai fost însă regăsite de Ștefan Ferenczi, cu ocazia perieghezei arheologice efectuate în 1973. Resturile unui zid de piatră au fost semnalate la Bedeciu, putându-și avea originea în aceeași perioadă medievală.

## Economia
Mănăstireni și Mănășturu Românesc au avut întotdeauna o viață economică asemănătoare cu acea a altor așezări din aria geografică din care fac parte. Ocupațiile de bază ale sătenilor au fost și au rămas până în prezent agricultura și creșterea animalelor. O particularitate este reprezentată de practicarea comerțului:
- cu mărfuri produse în propria gospodărie pânză din in și cânepă (lipidee) sau cergi din lână („țoale”), plase și sacoșe din rafie:
- cu material lemnos;
- cu animale;

La fel ca în oricare alt sat a predominat și în cele două localitați, Mănăstireni și Mănășturu Românesc, până în primele decenii ale secolului XX, o economie patriarhal-autarhică, țăranul având, datorită pământului pe care îl muncea din greu, o deplină autonomie, pentru ceea ce cumpăra era foarte chibzuit, calculând cu grijă fiecare bănuț pentru bunurile ce nu erau produse în gospodărie: tutun, zahăr, chibrituri etc., iar cantitățile de produse disponibile pentru vânzare participa la schimbul de produse în târguri.
În afara nevoilor proprii, țăranii au fost obligați secole la rând să susțină prin munca lor nu numai statul și biserica, dar și costisitoarea viață a familiei nobilului proprietar al domeniului pe care trăiau.
Creșterea animalelor a fost dintotdeauna o ocupație de bază a locuitorilor din Mănăstireni. După cum își amintesc localnicii mai în vârstă, gospodăriile familiale nu aveau, în general mai mult de două vaci cu lapte. Sătenii creșteau vite pentru tracțiune, cai, oi uneori capre, tineret bovin petru vânzare în târg și pentru tăriere, precum și porci, păsări, albine ș.a. În perioada comunistă era interzisă tăierea vițeilor. Furajele pentru animale erau adunate cu grijă, chiar și din locurile greu accesibile. Nici un răzor nu rămânea necosit. Terenul pentru fânețe era curățat și îngrășat cu gunoi de grajd în fiecare primăvară. Vara vitele se pășunau în comun pe pășunea comunală, ca și în prezent.
Comerțul ambulant are o veche tradiție și a fost practicat cu succes de majoritatea sătenilor. Mănășturenii și-au adaptat oferta de mărfuri în funcție de cerere. Încă de la sfârșitul secolului al XIX-lea, ei comercializau brazi de Crăciun (păhui), unii ajungând până la Budapesta sau chiar la Viena, de unde cumpărau ceasuri cu pendulă sau alte lucruri care le păreau ceva mai deosebite pentru săteni.
Comerțul cu pânză a fost practicat de mănăștureni îndeosebi după Primul Război Mondial, venind să suplinească lipsa de țesături și pânzeturi din magazine. În afară de valuri de pânză nouă, duceau spre vânzare și prosoape de bucătărie din pânză folosită. Veniturile erau modeste, dar binevenite într-o perioadă de mari lipsuri.

## Lăcașuri de cult
- Biserica Reformată-Calvină este un prețios monument cu arhitectură romanică, construită, probabil, curând după mijlocul secolului al XIII-lea, ca biserică-sală cu tribuna pe latura vestică. Ușa bisericii datează înainte de anul 1241. Ulterior, către 1400, a fost inițiată amplificarea sa prin adăugarea pe latura vestică a unui nartex flancat cu 2 turnuri. Efectiv nu a fost terminat decât turnul de nord-est care păstrează ferestre cu ancadramente originale. În secolul al XV-lea absida romanică semicirculară a fost înlocuită cu o absidă gotică poligonală. Tavanul și mobilierul de lemn pictat aparțin secolului al XVIII-lea (amvonul realizat în 1724 este opera maestrului David Șipoș).
- În locul din sat numit „Căpâlna” se păstrează ruinele unei mănăstiri benedictine.
- Biserica „Înălțarea Domnului" din Bedeciu
- Biserica de lemn din Bica „Înălțarea Domnului” (din 1765, cu picturi pe pereții interiori datând din 1770).
- Biserica de lemn din Dretea „Pogorârea Sfântului Spirit” (din 1670, cu picturi pe pereții interiori datând din 1742).
- Biserica de lemn din Ardeova

## Obiective turistice
- Biserica de lemn din Bica
- Biserica „Înălțarea Domnului" din Bedeciu
- Conacul „Kornis” din secolul al XIX-lea

## Personalități
- Ioan Ursu (n. 5 aprilie 1928 - d. 16 aprilie 2007), un fizician, academician, ministru în guvernele comuniste;
- Gheorghe Coldea (n. 1939), biolog, membru corespondent al Academiei Române.

## Imagini

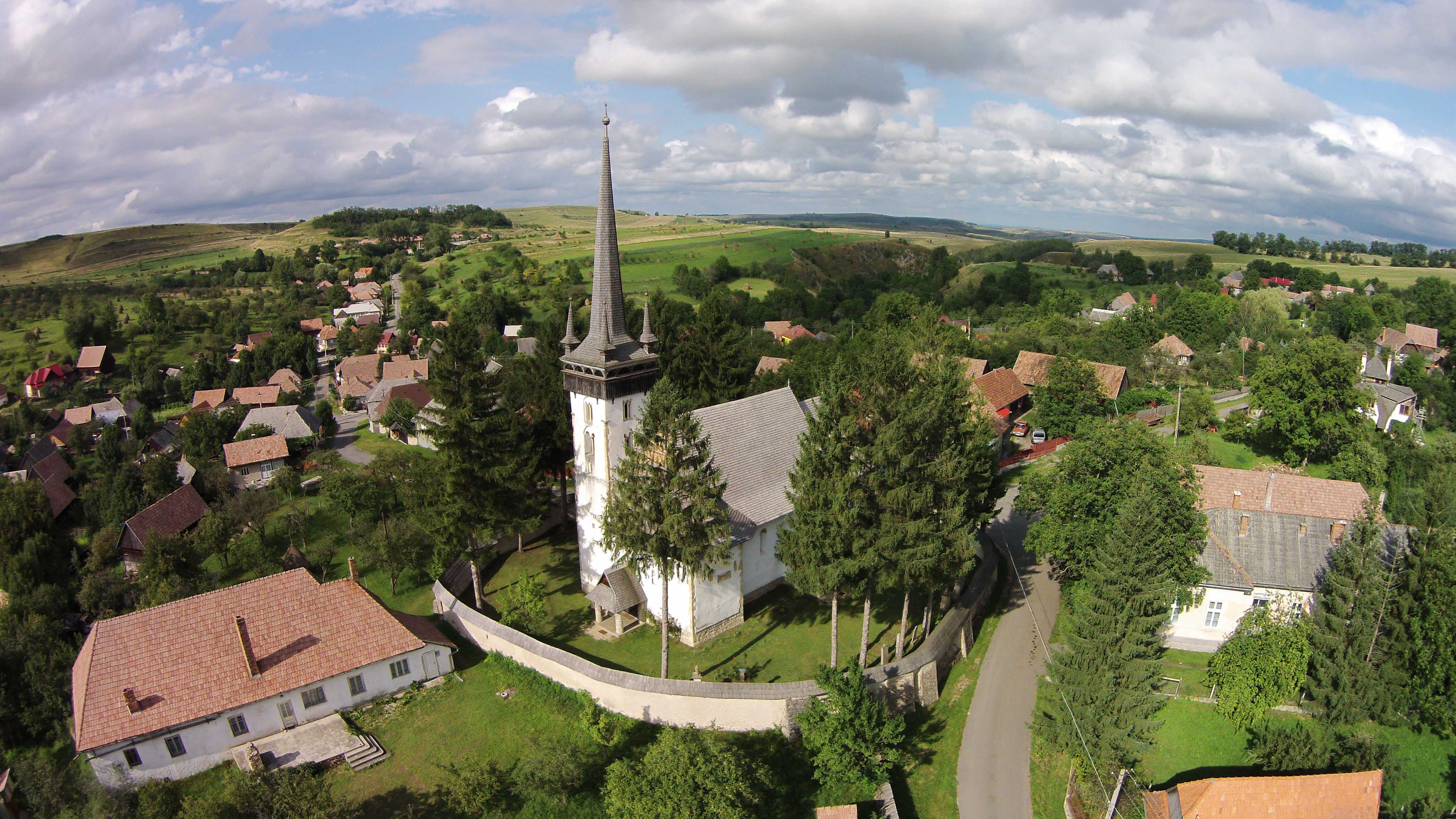
Biserica reformată din Mănăstireni (monument istoric)
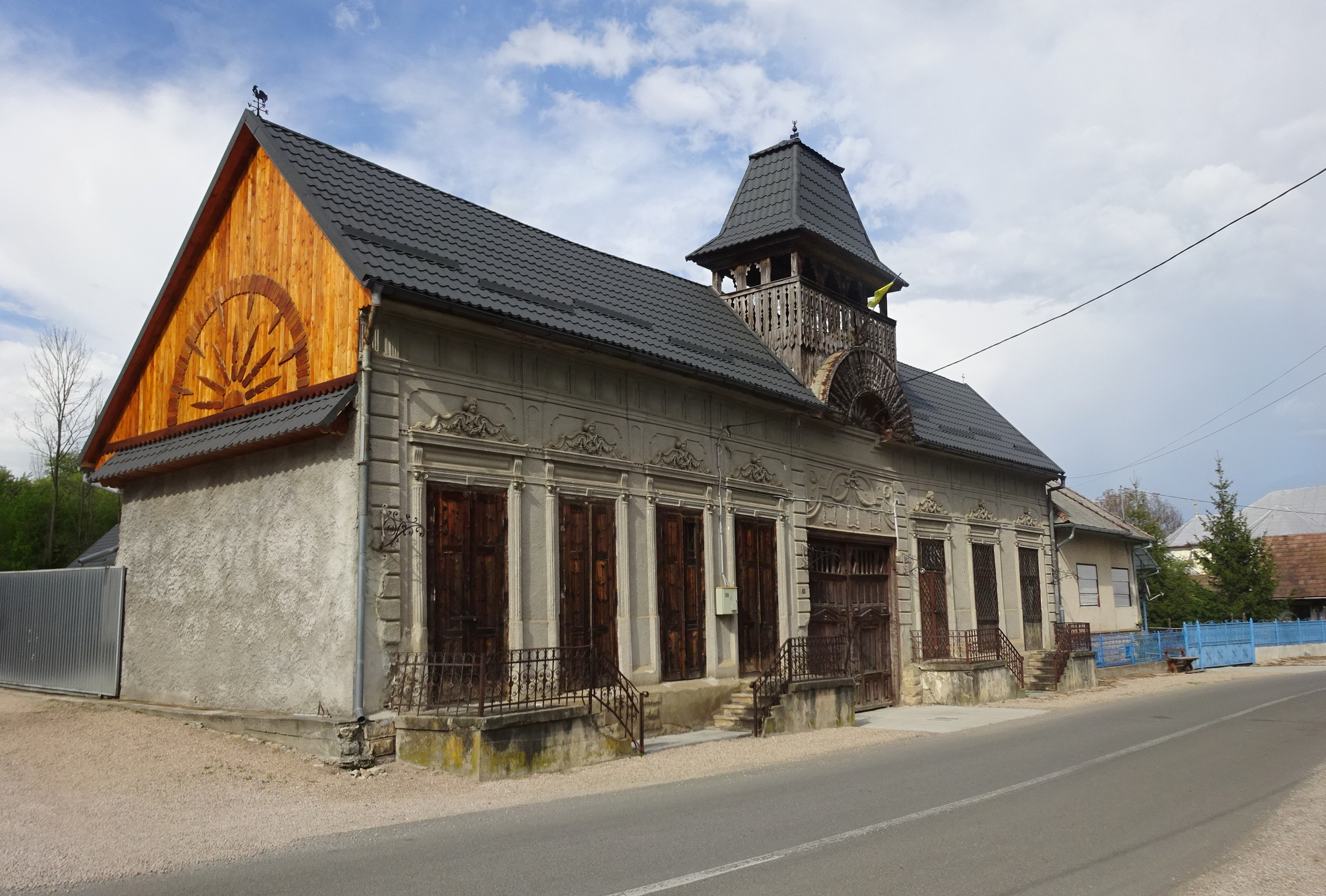
Conacul Kornis din Mănăstireni (monument istoric)
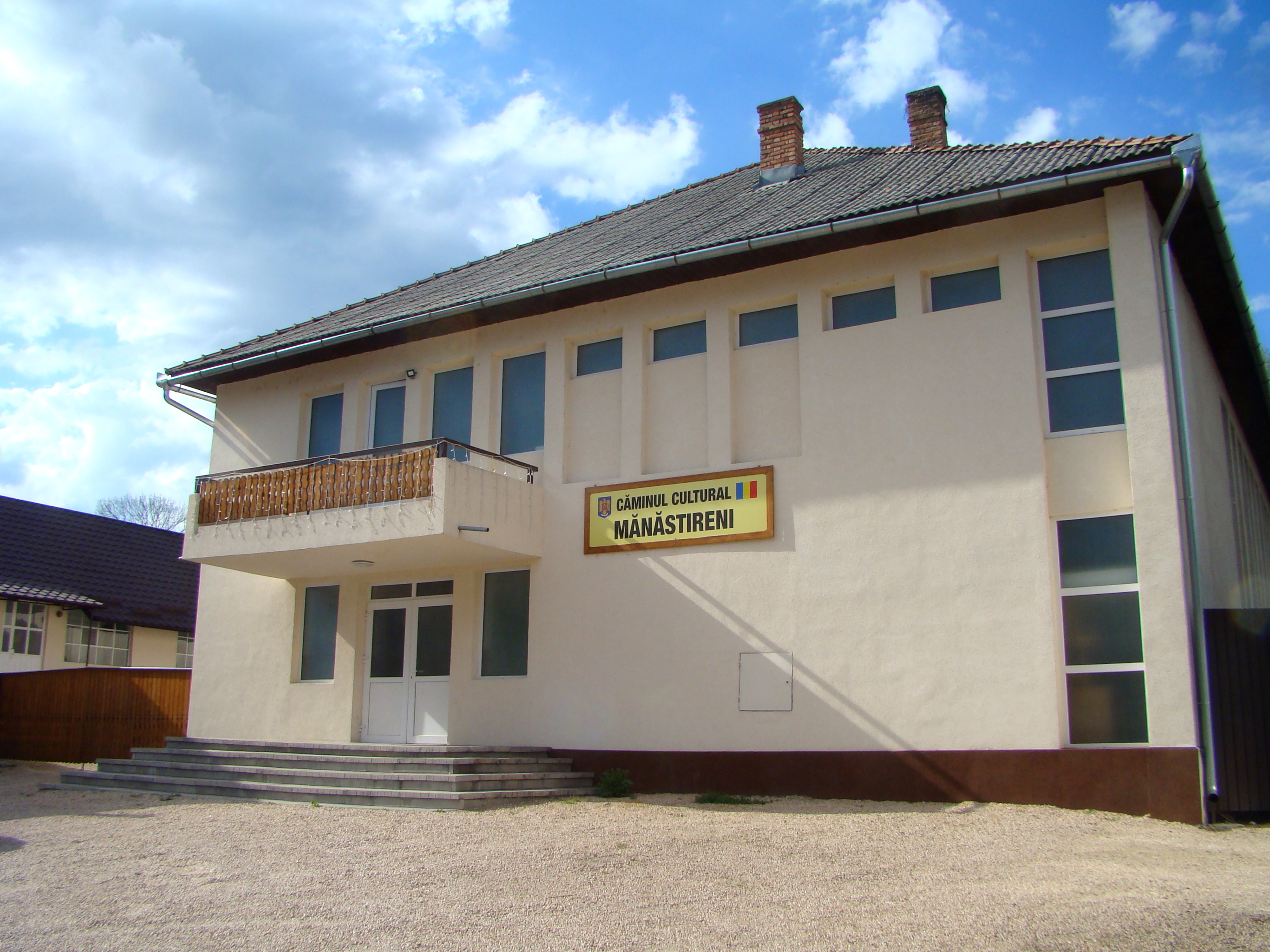
Căminul cultural
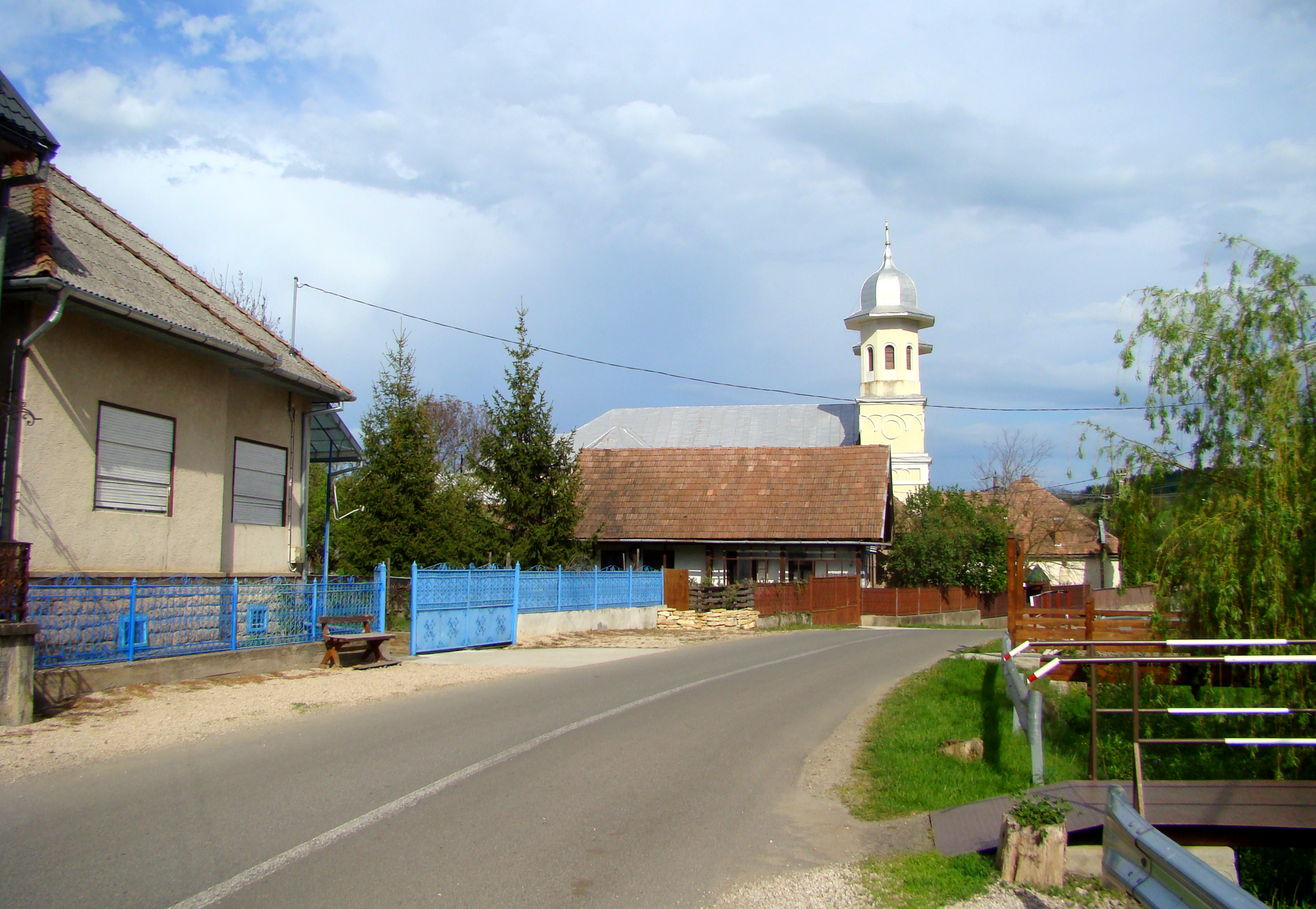
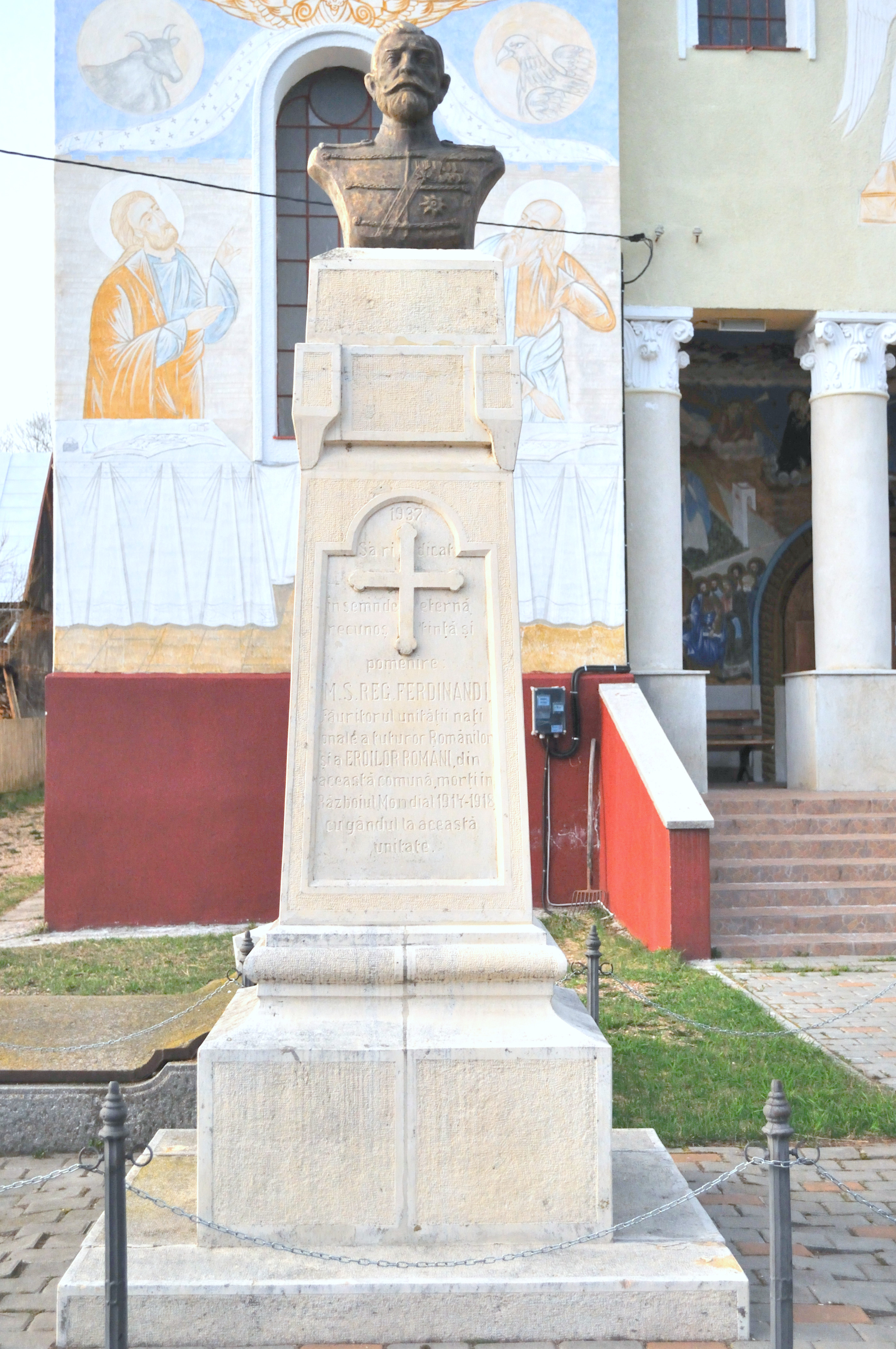
Bustul Regelui Ferdinand
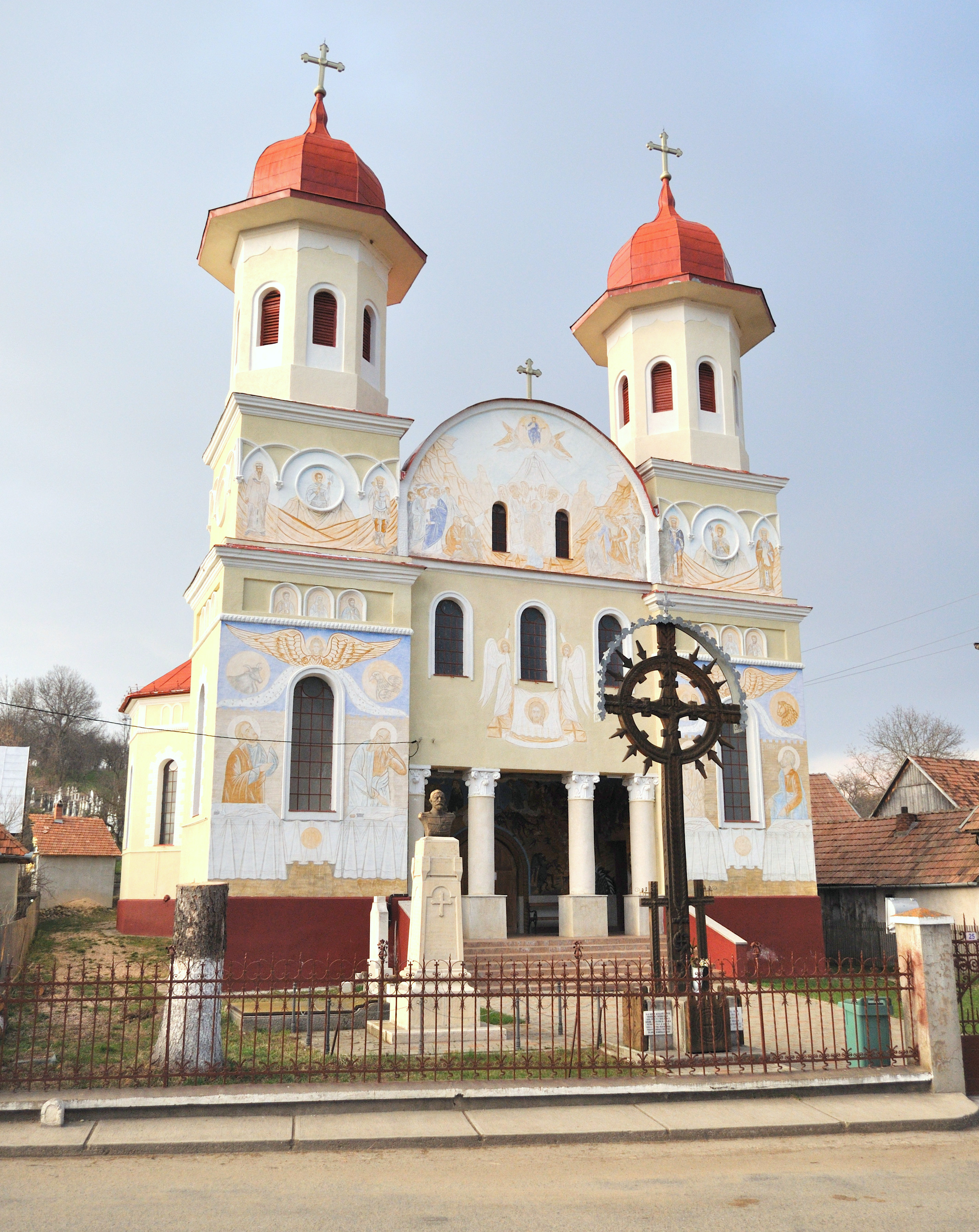
Biserica ortodoxă
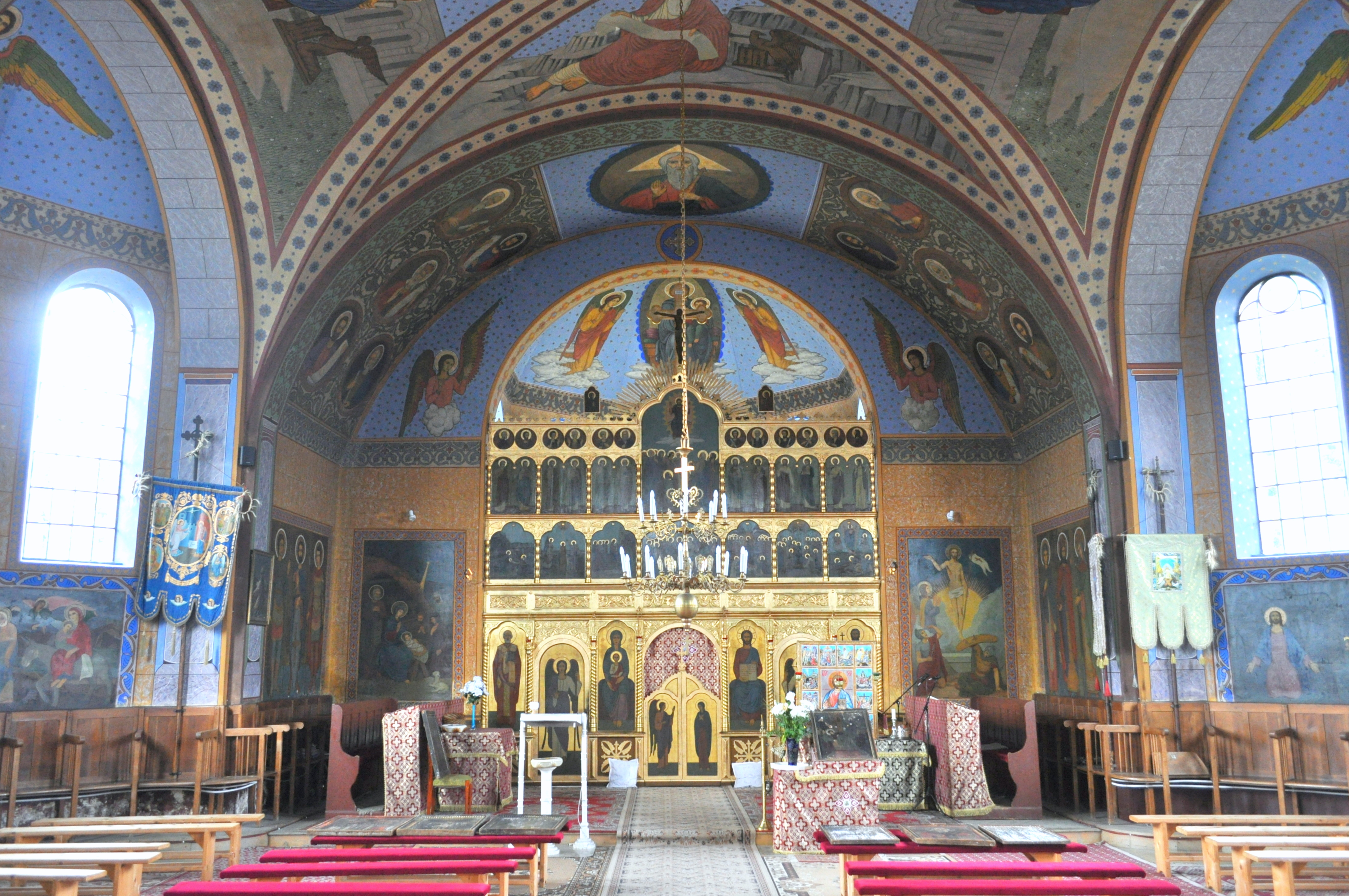
Biserica ortodoxă (interiorul navei)
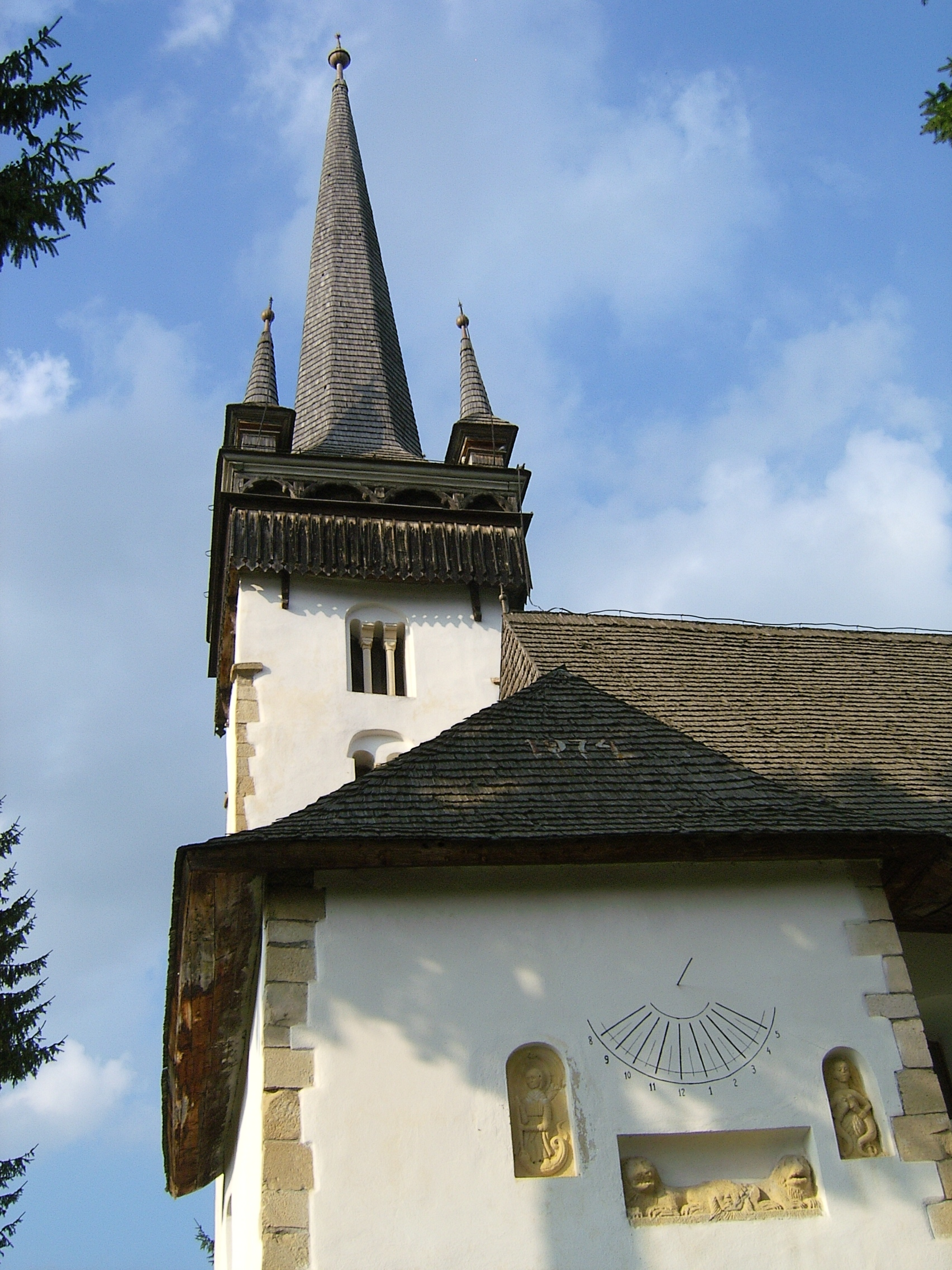
Biserica reformată
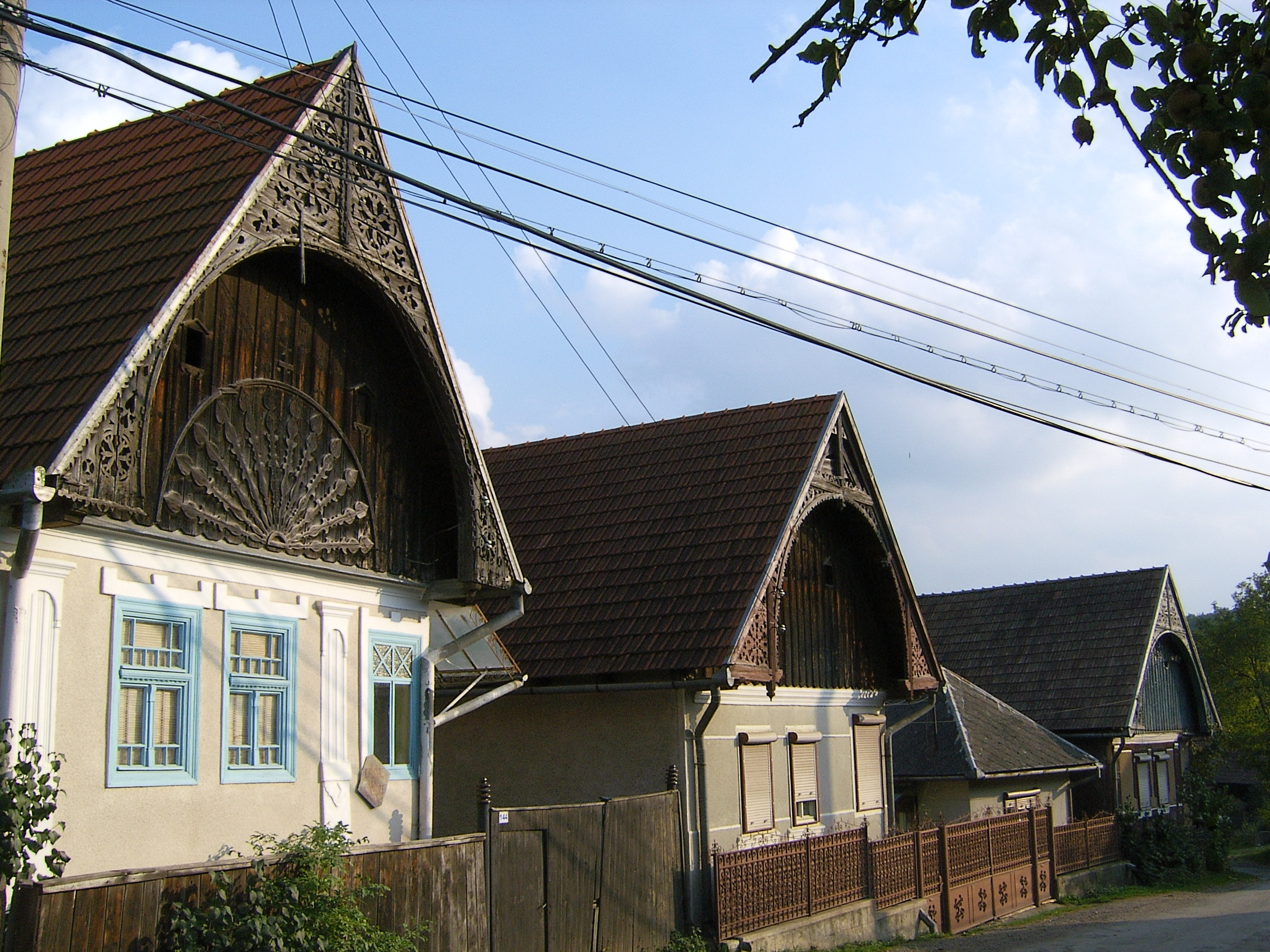
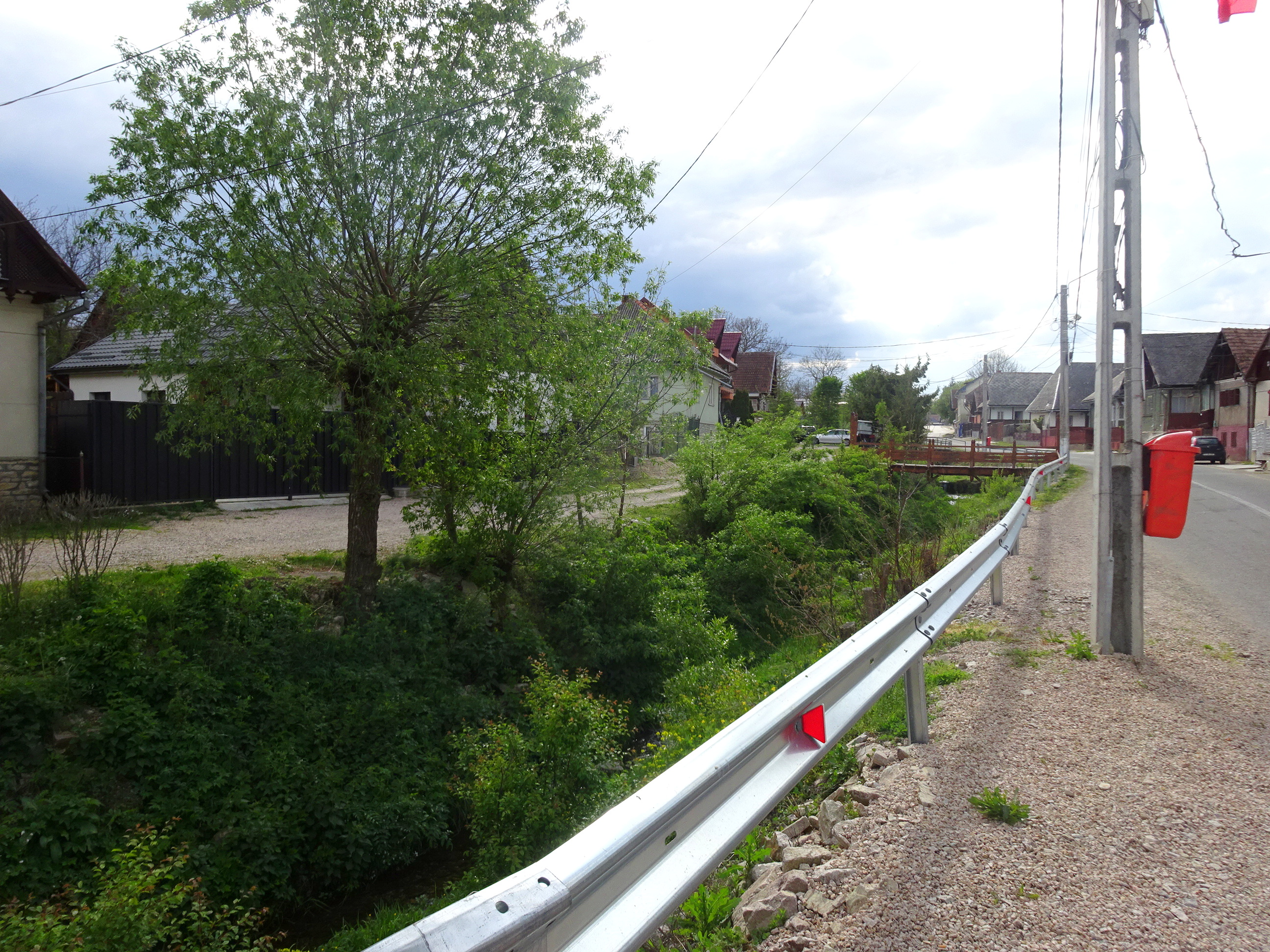
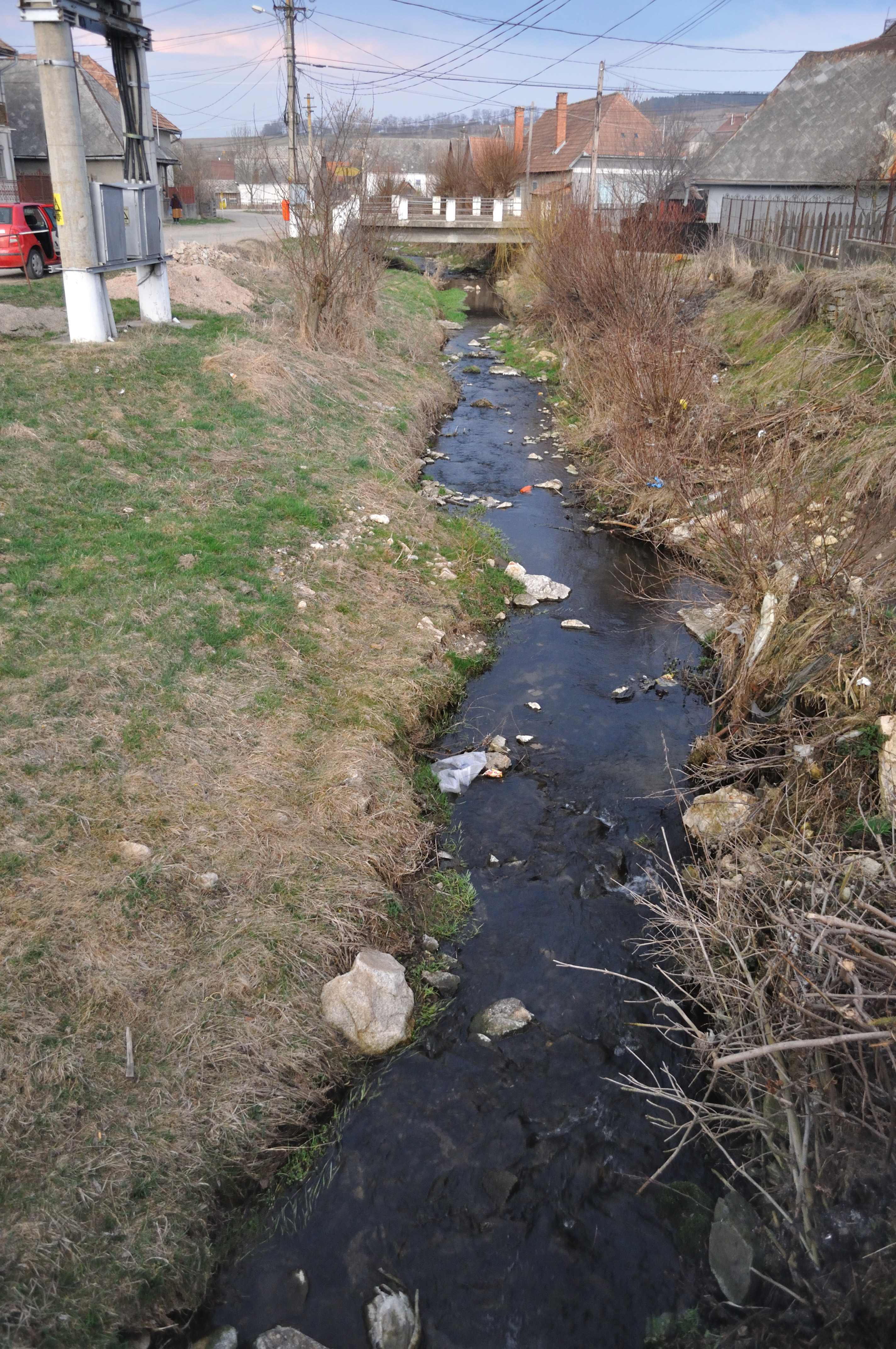
Râul Căpuș
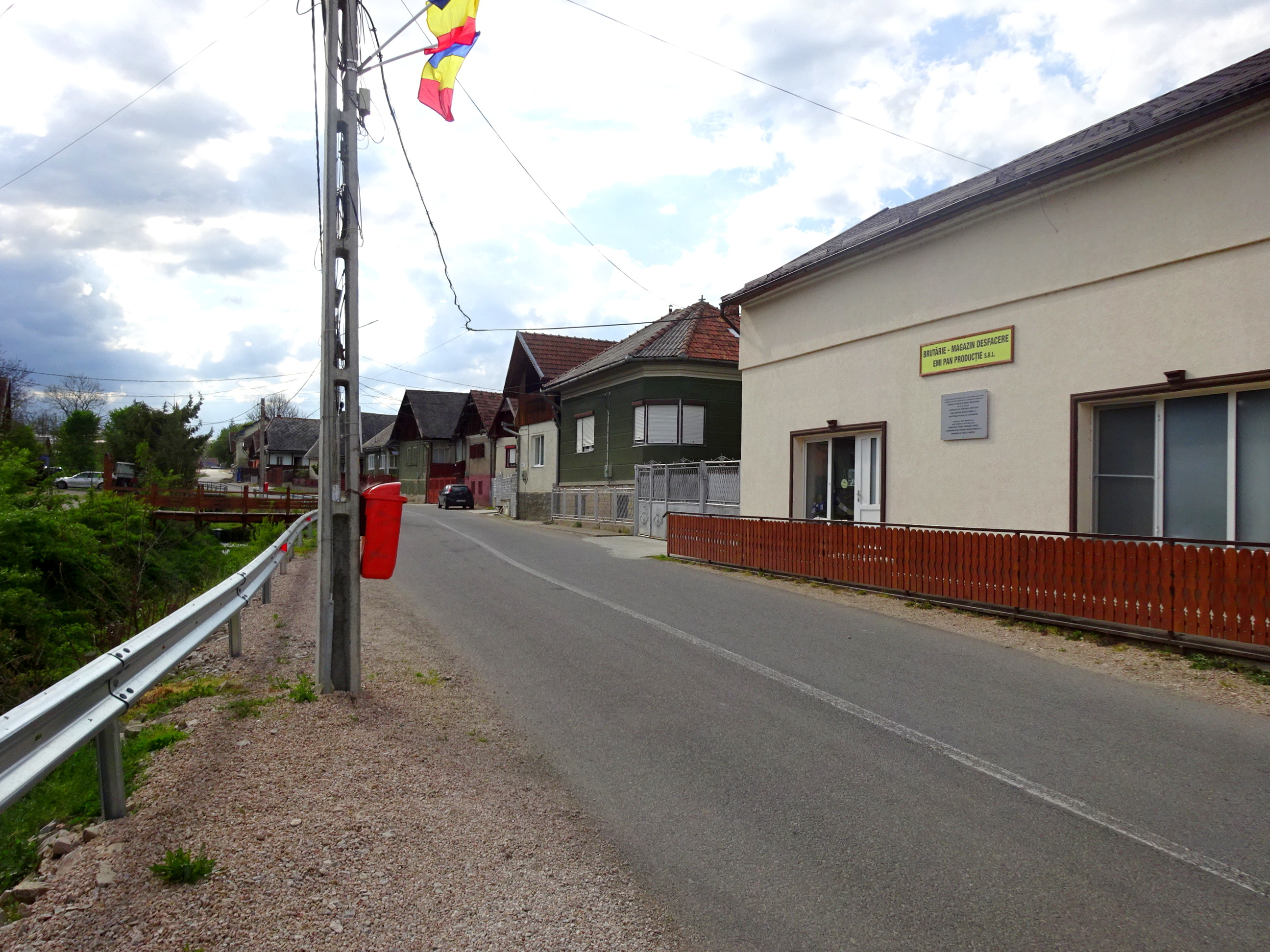
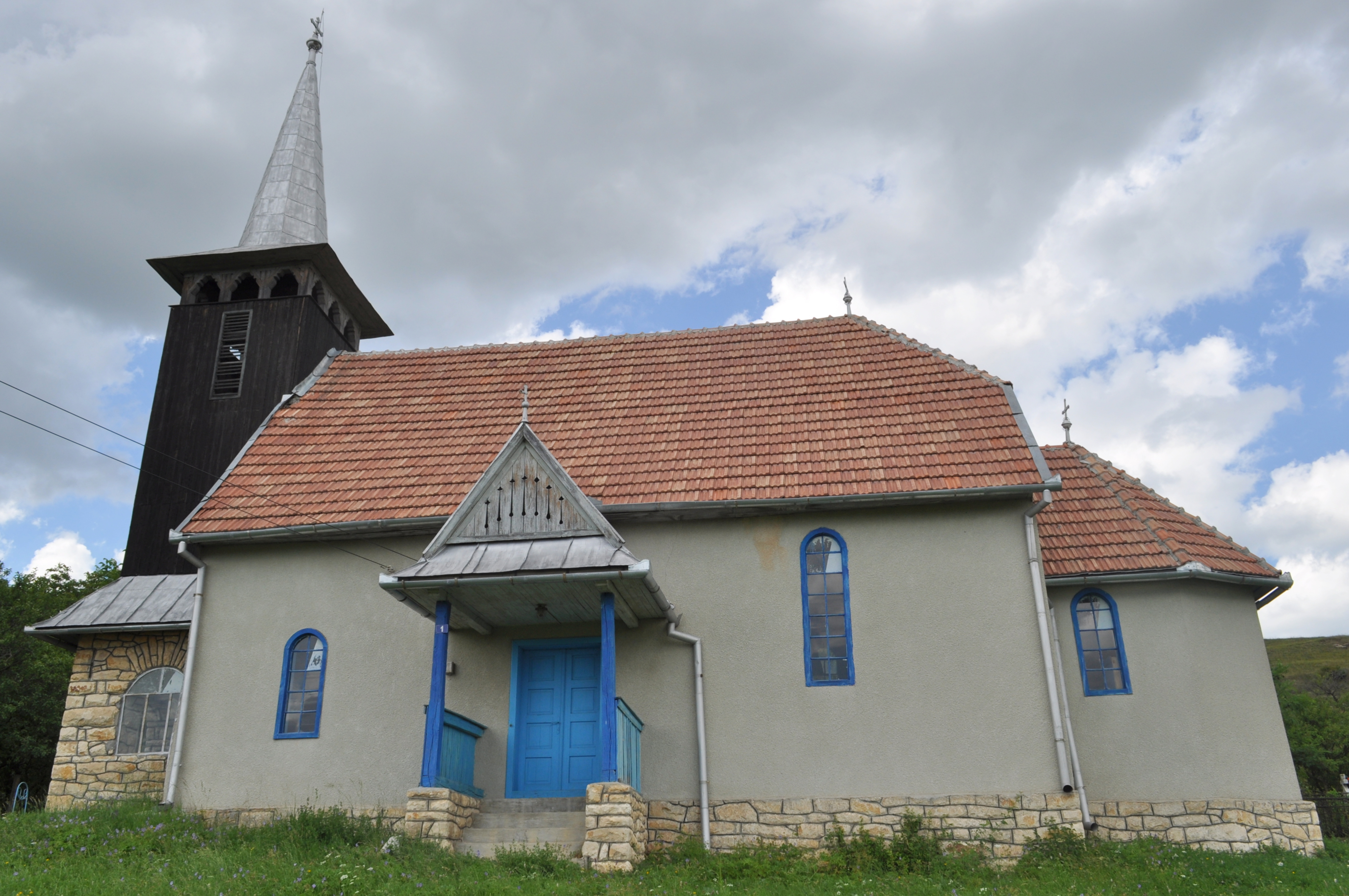
Biserica de lemn din Ardeova
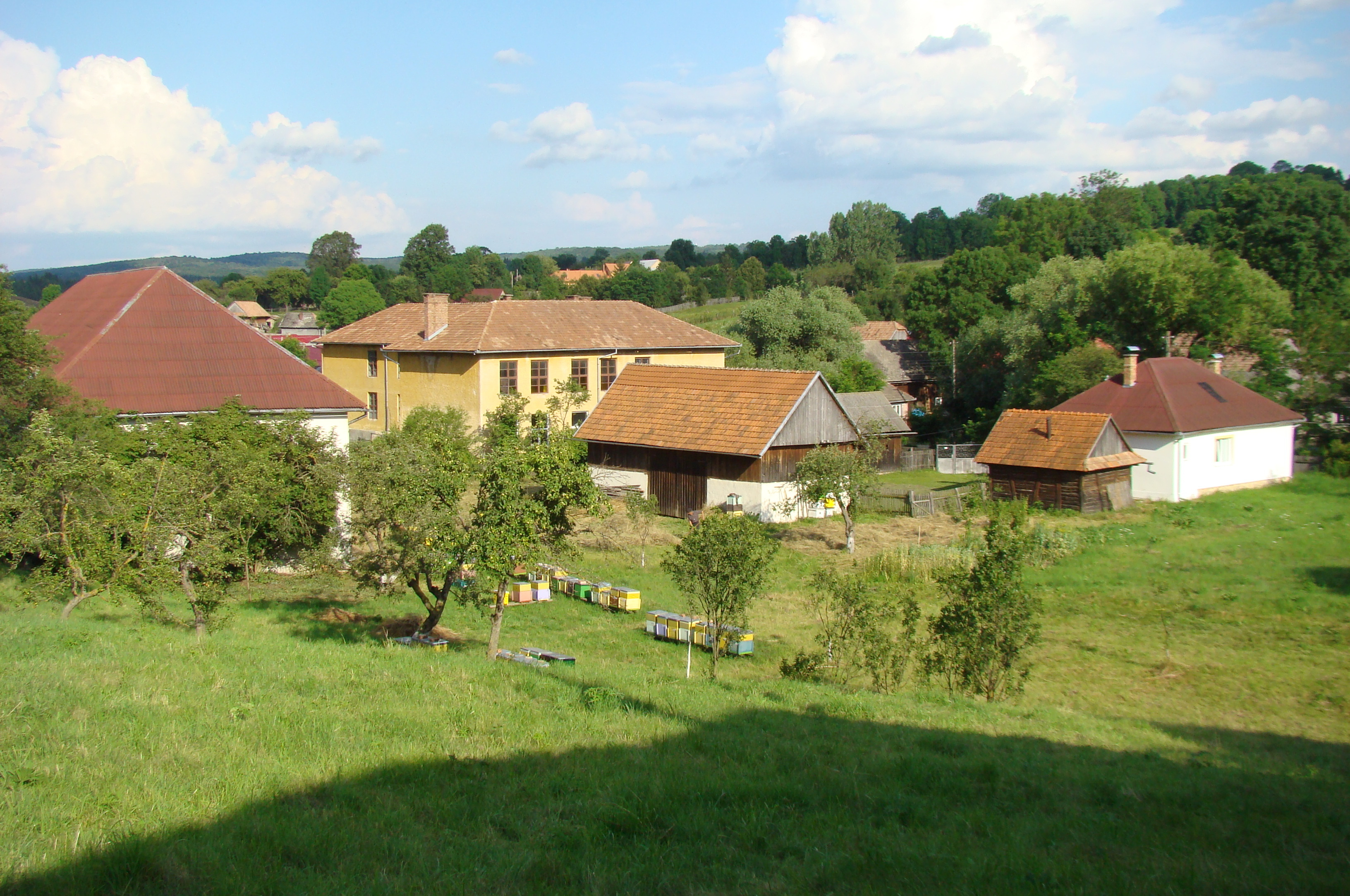
Bedeciu
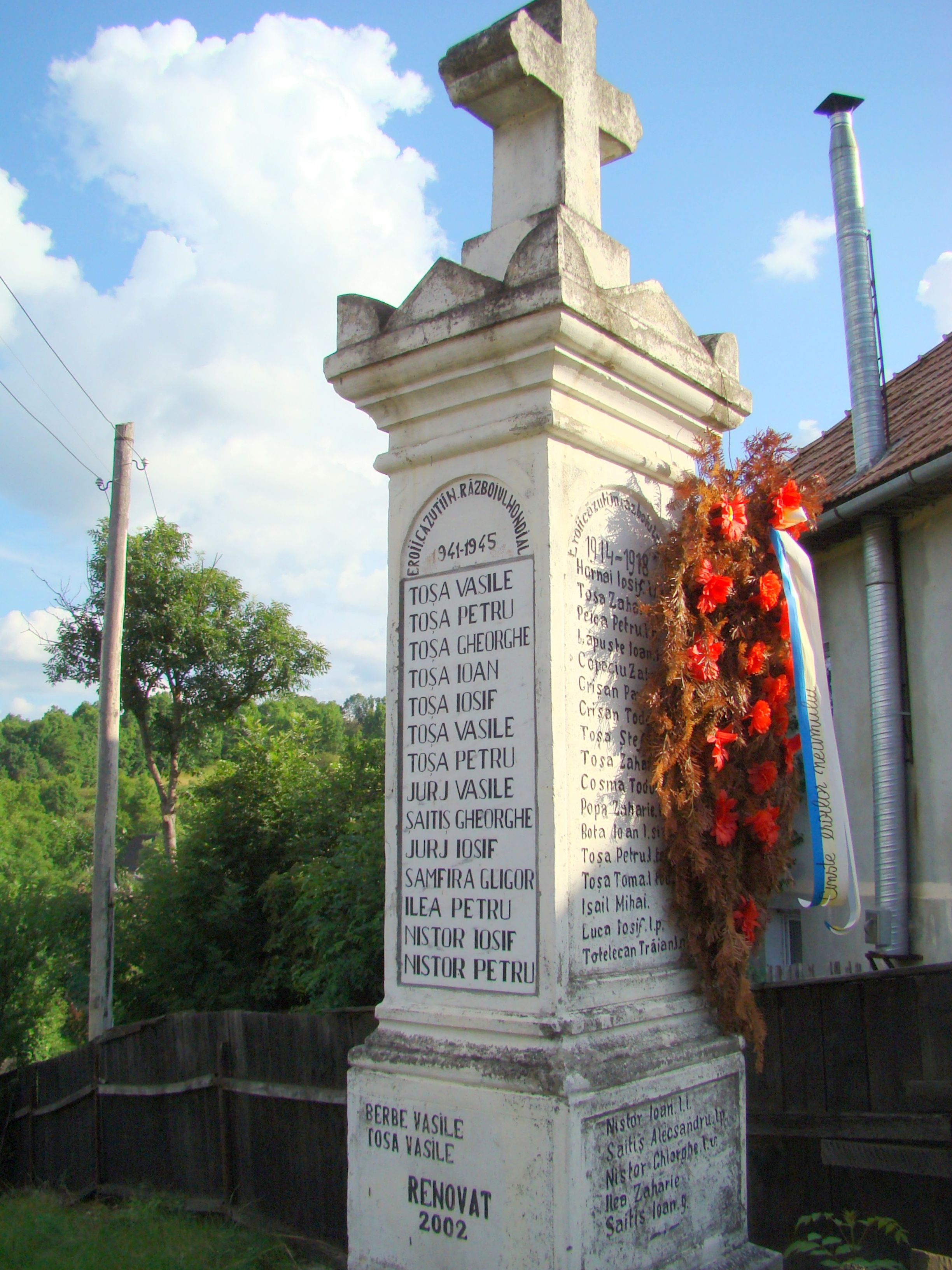
Monumentul Eroilor din satul Bedeciu
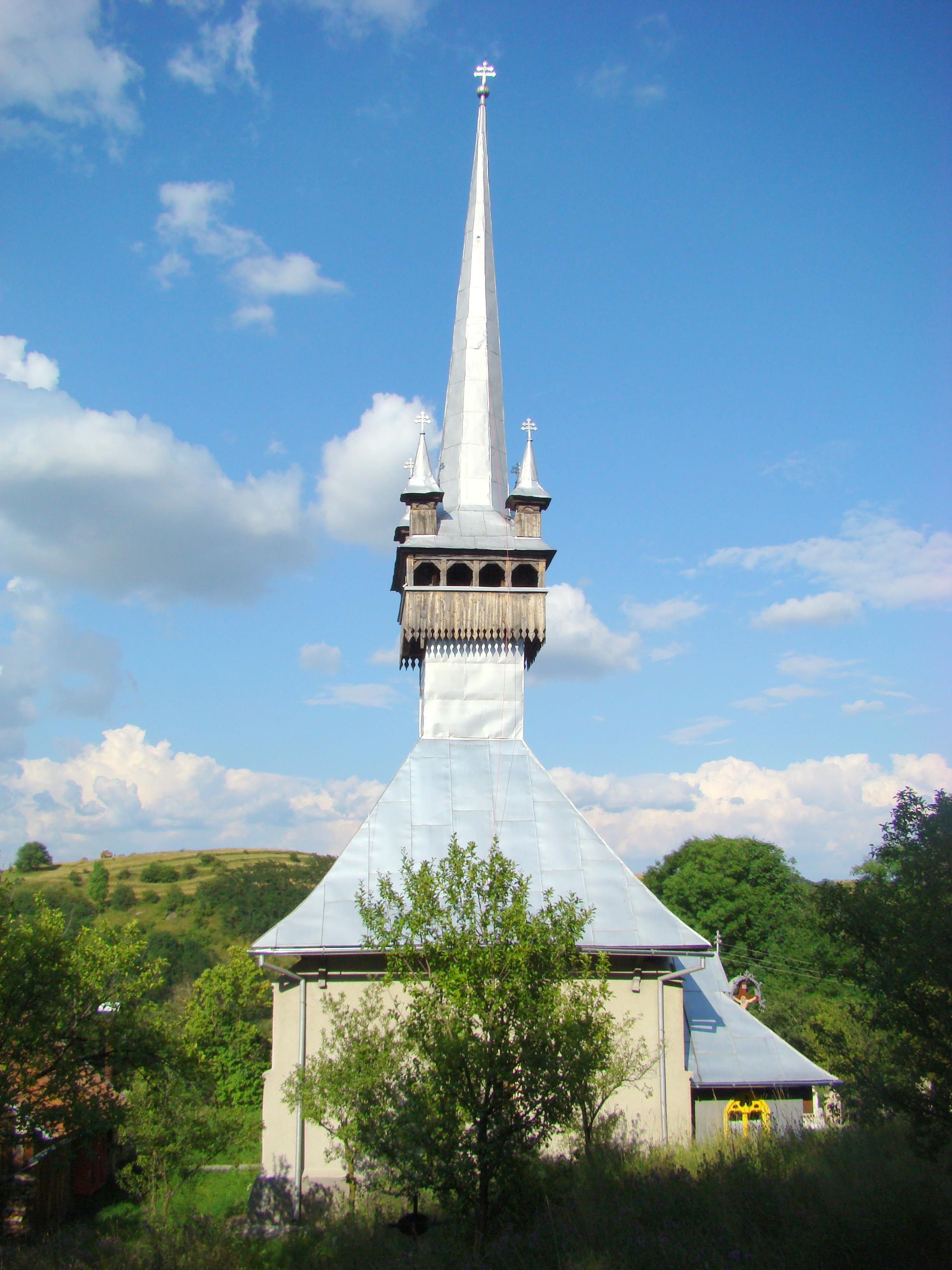
Biserica „Înălțarea Domnului" (monument istoric)
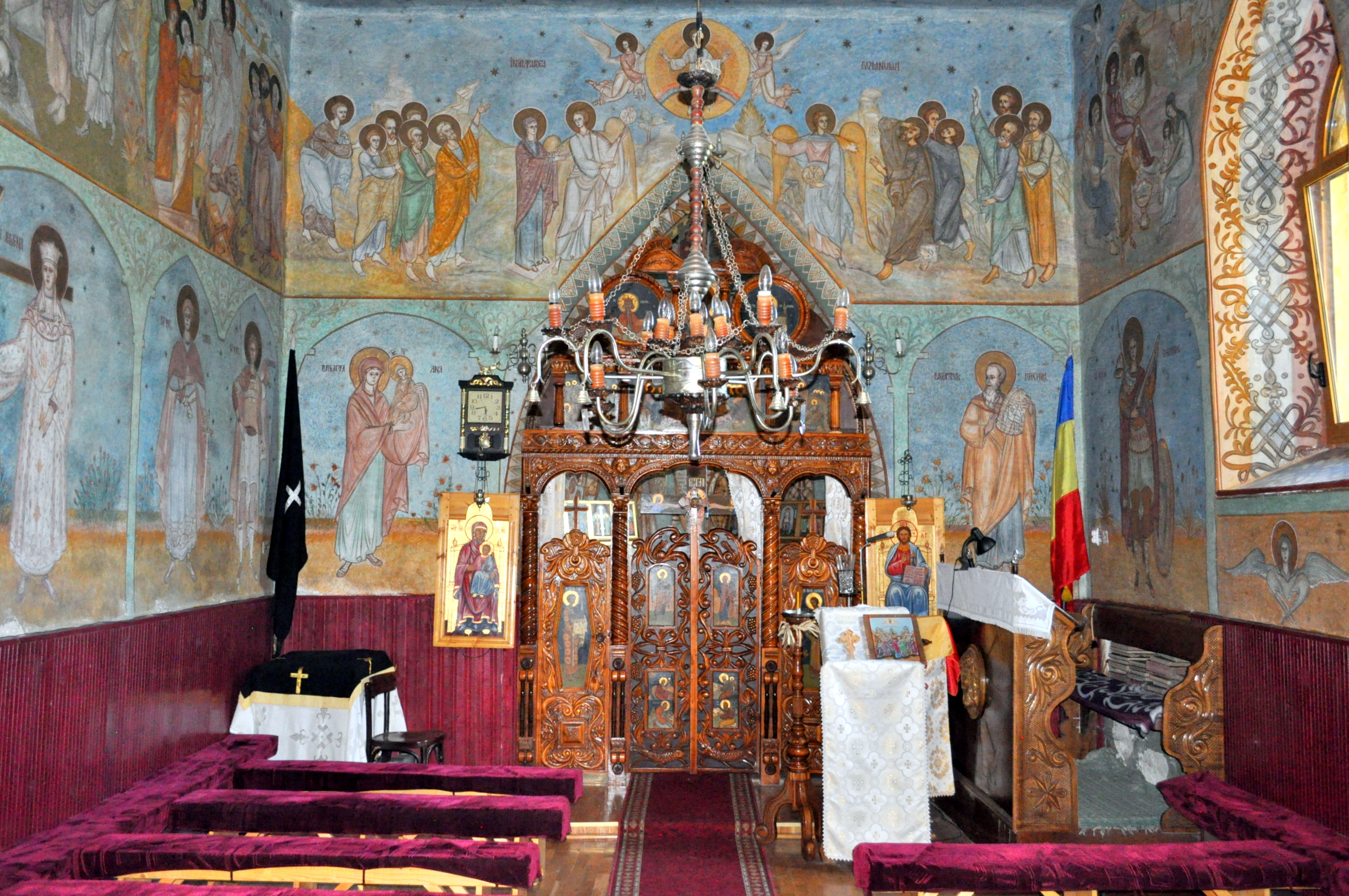
Biserica „Înălțarea Domnului" (interiorul)
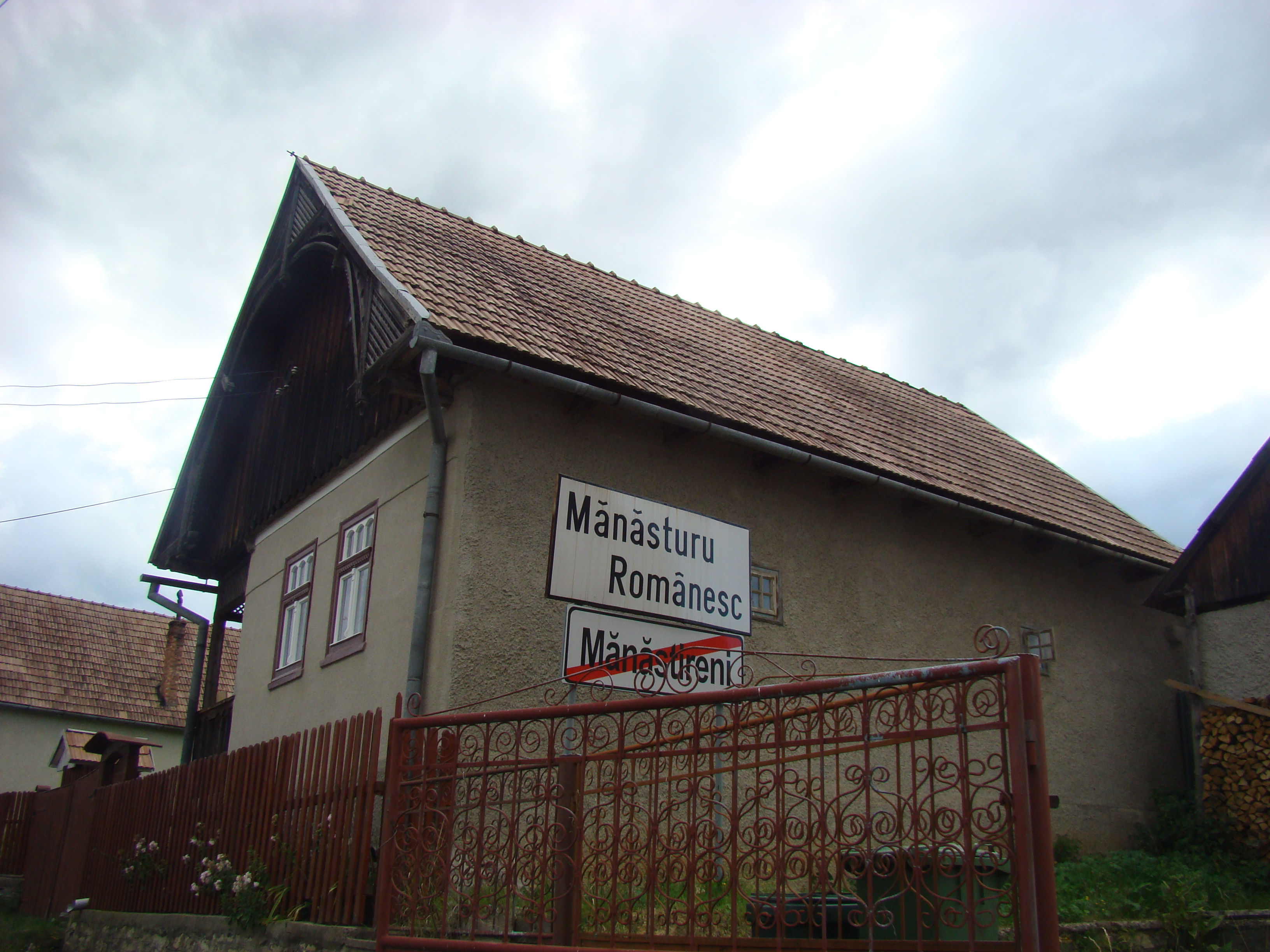
Intrarea în satul Mănășturu Românesc
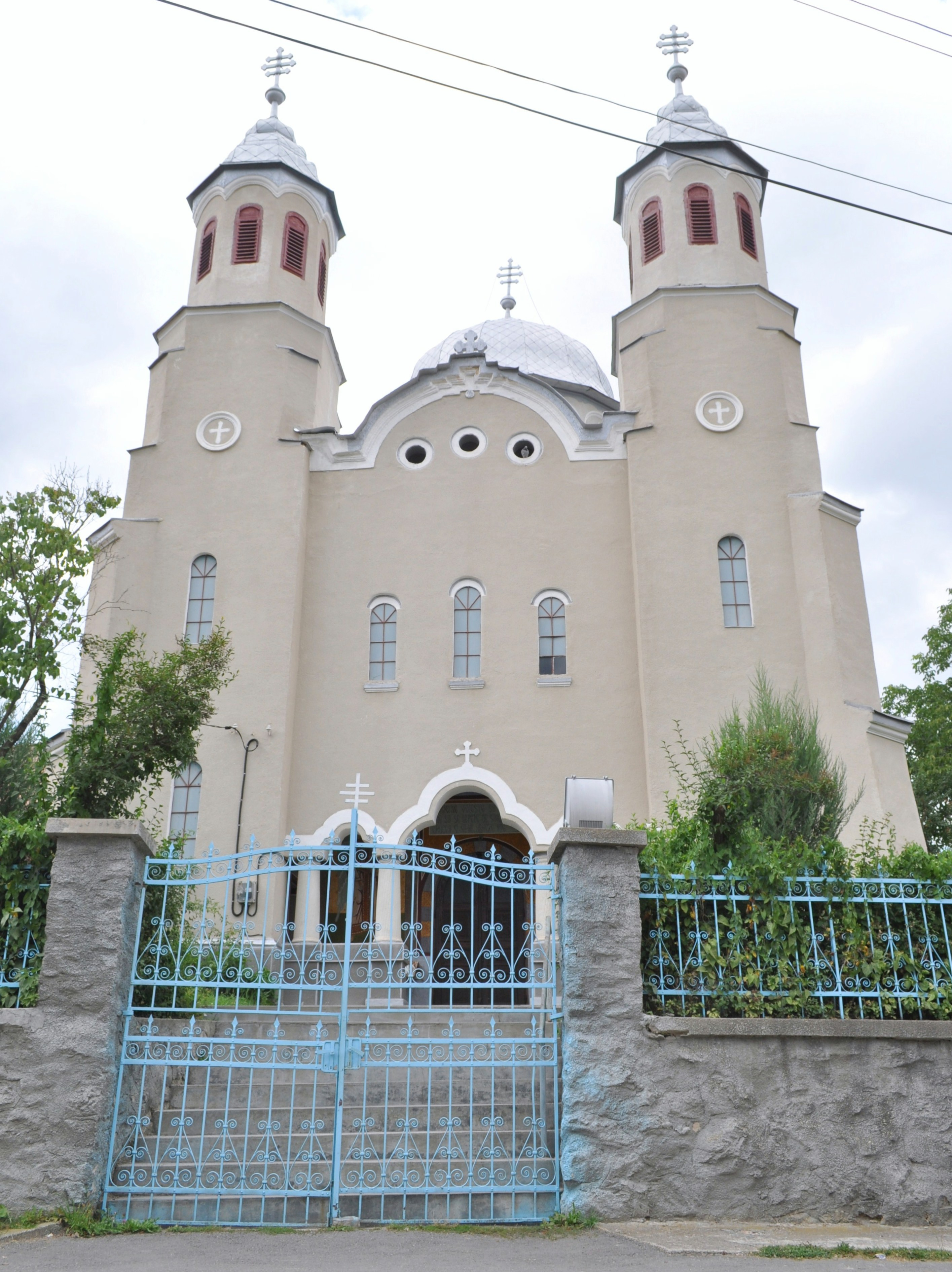
Biserica din Mănășturu Românesc
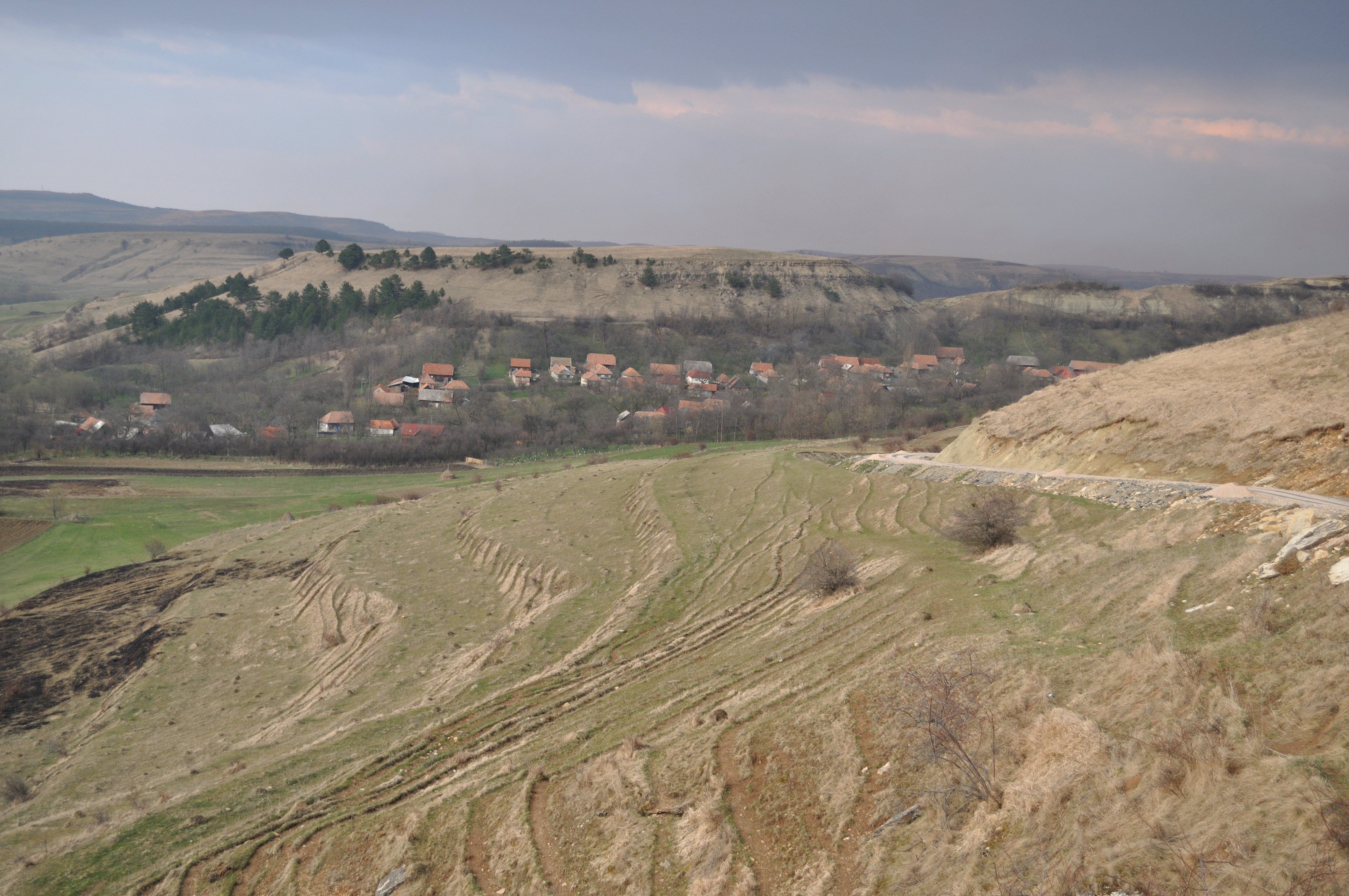
Bica
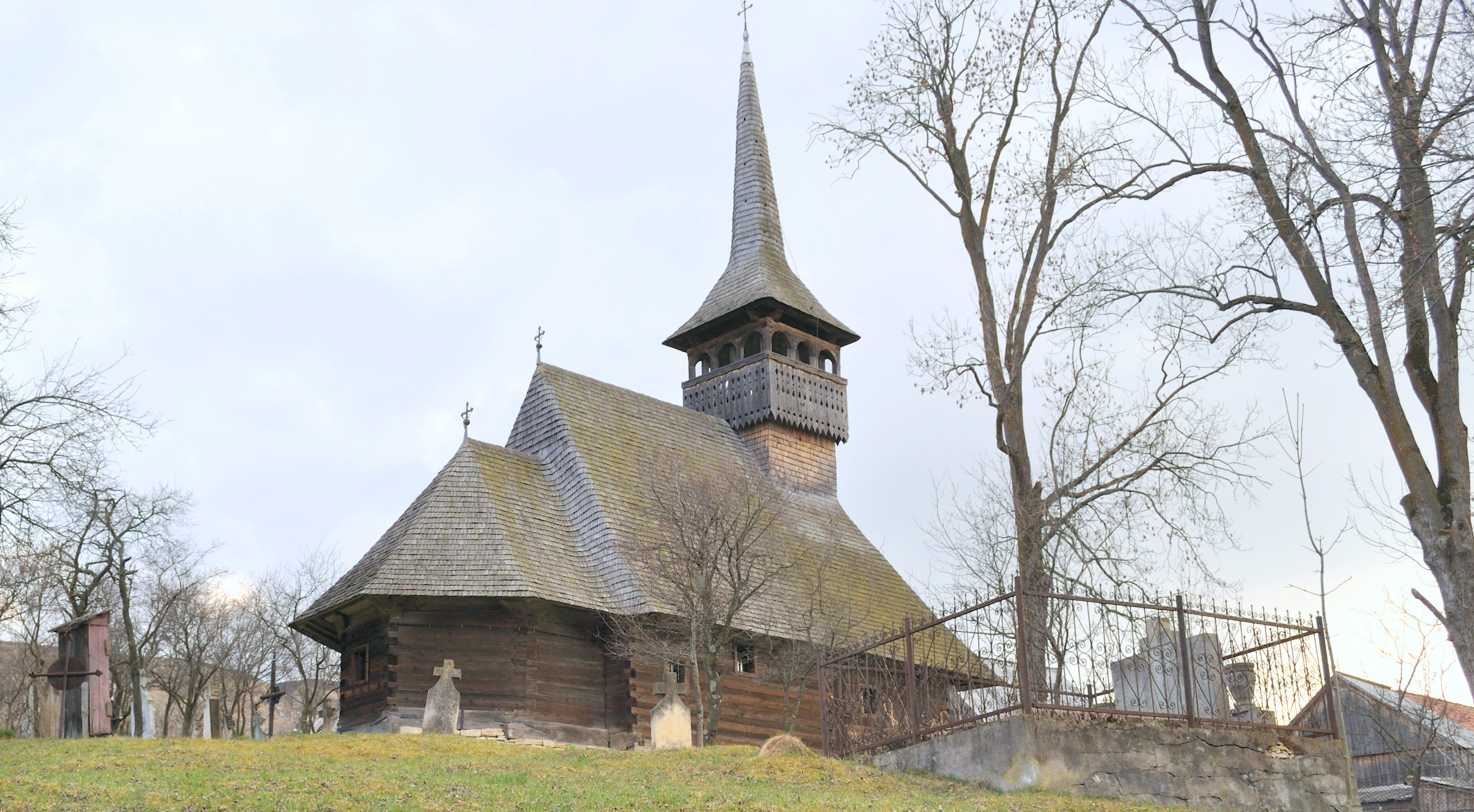
Biserica de lemn din Bica (monument istoric)
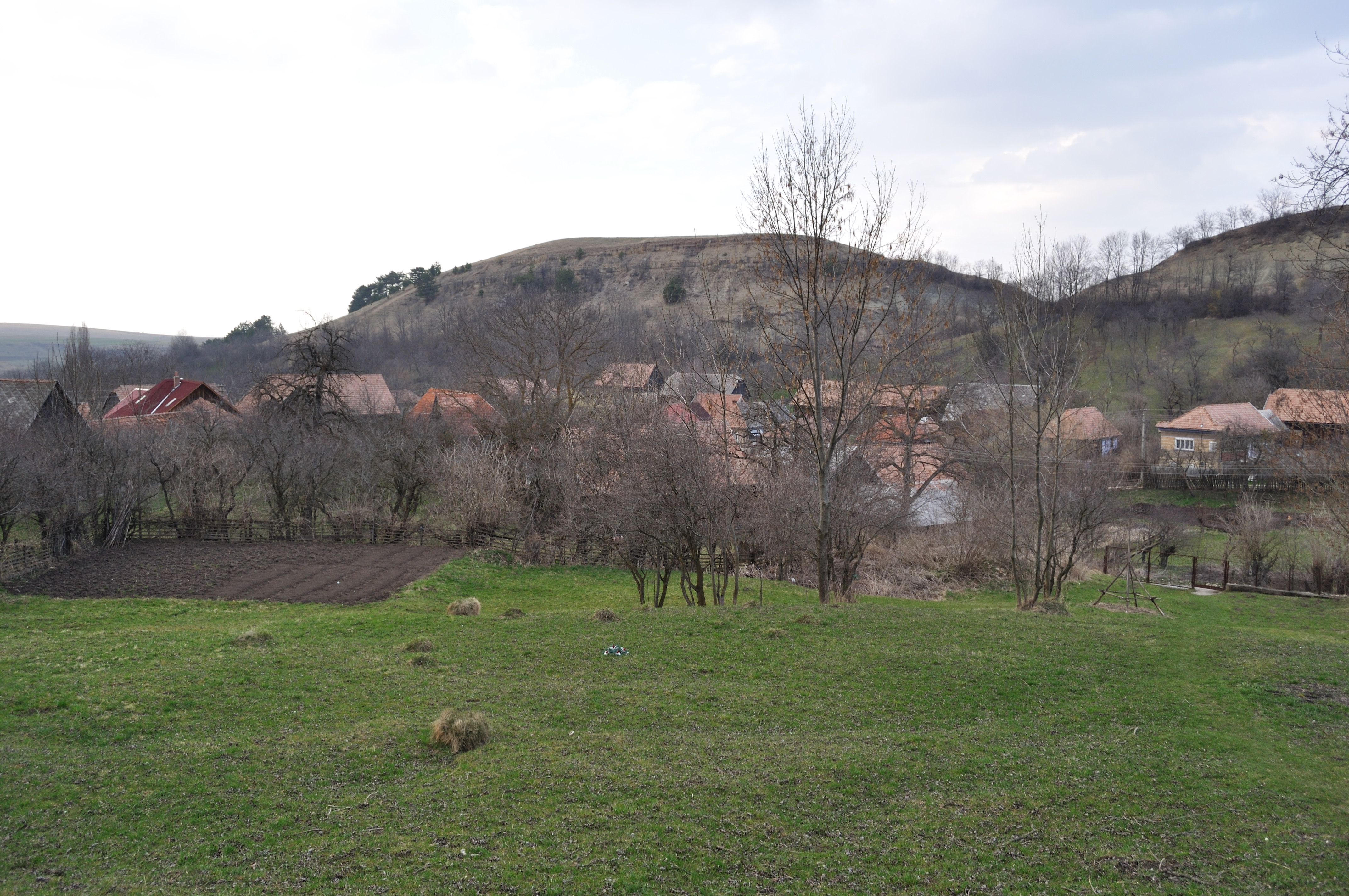
Bica